# Nieuport London
Nieuport London là một loại máy bay ném bom bay đêm của Anh, được thiết kế trong Chiến tranh thế giới I.

## Tính năng kỹ chiến thuật
Dữ liệu lấy từ The British Bomber since 1914 
Đặc điểm tổng quát
- Kíp lái: 2
- Chiều dài: 37 ft 6 in (11,43 m)
- Sải cánh: 59 ft 6 in (18,14 m)
- Chiều cao: 17 ft 6 in (2,29 m)
- Diện tích cánh: 1.100 ft² (102 m²)
- Kết cấu dạng cánh: RAF 15
- Trọng lượng rỗng: 4.380 lb[2] (1.991 kg)
- Trọng lượng có tải: 8.650 lb[2] (3.932 kg)
- Động cơ: 2 × ABC Dragonfly I, 320 hp (239 kW)  mỗi chiếc

 Hiệu suất bay 
- Vận tốc cực đại: 100 mph (87 knot, 161 km/h) trên mực nước biển
- Trần bay: 18.000 ft[2] (5.500 m)
- Tải trên cánh: 7,86 lb/ft² (38,5 kg/m²)
- Công suất/trọng lượng: 0,074 hp/lb (0,12 kW/kg)
- Thời gian bay: 4 h
- Lên độ cao 10.000 ft (3.050 m): 30 phút

Trang bị vũ khí

- Súng: 2x súng máy Lewis .303 in (7,7 mm)
- Bom: 9x quả bom 250 lb (114 kg)